# منتخب لبنان لكرة الصالات النسائي
فريق منتخب لبنان لكرة الصالات النسائي (بالفرنسية: Équipe du Liban féminine de futsal)‏ يمثل لبنان في مسابقات كرة الصالات الدولية النسائية  يشرف الاتحاد اللبناني لكرة القدم (LFA) على الفريق الملقب بـ «سيدة الأرز».
في حين أن لبنان لم يشارك بعد في بطولة العالم لكرة الصالات للسيدات وكأس العالم لكرة الصالات للسيدات فقد شارك مرة واحدة في كأس آسيا لكرة الصالات للسيدات في عام 2018، ومرتين في بطولة اتحاد غرب آسيا لكرة الصالات للسيدات حيث احتل المركز الرابع في عام 2012. .